# Stefano Torossi
Stefano Torossi (Roma, 6 gennaio 1938) è un compositore, arrangiatore e direttore d'orchestra italiano.

## Biografia
Ha effettuato studi classici di contrabbasso al conservatorio di Roma.
Dal 1957 al 1959, grazie ad una borsa di studio, si trasferisce negli Stati Uniti, dove studia presso il Williams College di Williamstown, in Massachusetts e la Brandeis University a Boston.

### Musica
Tornato in Italia, si iscrive alla SIAE, entra nel gruppo The Flippers e con loro suona il contrabbasso dal 1959 al 1961.
Abbandonato il complesso, inizia l'attività di compositore per la RAI e per il cinema, scrivendo numerosi commenti sonori e musicali per rubriche, filmati e documentari di ogni genere. Nel 1969 ha curato le musiche per il film Italiani! È severamente proibito servirsi della toilette durante le fermate, pellicola in cui ha anche recitato una parte.
Ha scritto anche canzoni per altri artisti, come ad esempio Noi e gli altri, incisa dai Camaleonti.
Come musicista ha realizzato molti dischi di musica strumentale, pubblicati da Fonit Cetra, RCA, Carosello, Raitrade. Flippermusic, Cobra, e altre case discografiche: da ricordare l'album Feelings, pubblicato nel 1986 dall'etichetta Costanza Records (distribuita dalla Carosello) e ripubblicato dalla Easy Tempo nel 1998, con una copertina psichedelica piena di colori che ben rappresenta il contenuto musicale, che è un originale connubio tra la musica psichedelica anni '60 ed il funky alla Motown.
È stato, inoltre, anche autore di jingle pubblicitari.
Nel 2001 e nel 2002 ha composto ed arrangiato, insieme a Claudio Passavanti e Valeria Nicoletta, i brani dei due cd Spiritual experiences e Mirages, pubblicati da Rai Trade e da New Team.

### Cinema
Oltre al già citato film di Vittorio Sindoni, Torossi recitato, nel corso degli anni, in pellicole in cui non era coinvolto come musicista, ma solo come interprete, tra cui In silenzio del 1985 e D'Annunzio del 1987.
Nel 2010 è stato attore protagonista nell'opera prima di Francesco D'Ascenzo, Rughe. Alla realizzazione del film partecipano altri personaggi noti della cultura italiana tra cui Lelio Luttazzi, Ugo Gregoretti, Roberto Pregadio, Franco De Gemini e Fabio Fabor.
Nell'estate del 1971 ha condotto in TV il programma di cartoni animati Il Raccontafavole.

### Traduzioni
Pesonalità eclettica, Torossi ha anche raggiunto una certa notorietà come traduttore, negli anni sessanta, dapprima (dall'italiano in inglese) di alcune note di retrocopertina di dischi per lo più jazzistici pubblicati dalla RCA Italiana, e poi, viceversa, di alcuni volumi della collana di fantascienza Urania, pubblicata dalla Mondadori (attività sicuramente facilitata dai suoi due anni di permanenza negli Stati Uniti e dall'essere fratellastro di Lionello Torossi, uno dei pionieri della fantascienza in Italia); tra i tanti romanzi tradotti Deserto d'acqua di James Ballard e Camminavano come noi di Clifford D. Simak. In seguito ha tradotto anche l'autobiografia di Charlie Mingus, Peggio di un bastardo, e altre opere di argomento musicale.

## Discografia parziale

### Album
- 1968 - È stato bello amarti/Omicidio per vocazione
- 1968 - Musica per commenti sonori
- 1969 - Musica per commenti sonori (con Sandro Brugnolini)
- 1969 - Musica per commenti sonori (con Vito Tommaso)
- 1970 - Fantasia musicale (Metropole Records, direttore Peppe Carta)
- 1971 - Michelangelo e il rinascimento
- 1974 - Feelings (Carosello, CLN 25041, con Puccio Roelens)
- 1974 - Tecnologia (Rotary, R 1002)
- 1974 - Giochiamo insieme (Rotary, R 1003)
- 1974 - Jazz video (Rotary, R 1004)
- ???? - Progresso (Flirt Records, LIR 0450)
- ???? - Galante settecento (Deneb, DNB 0122)

## Filmografia

### Attore
- Questo sì che è amore, regia di Filippo Ottoni (1978)
- Chewingum, regia di Biagio Proietti (1984)
- D'Annunzio, regia di Sergio Nasca (1987)

### Attore e colonna sonora
- Italiani! È severamente proibito servirsi della toilette durante le fermate, regia di Vittorio Sindoni (1969)

### Colonne sonore
- I nuvoloni, regia di Amasi Damiani (1964)
- I due mafiosi, regia di Giorgio Simonelli (1964)
- Un brivido sulla pelle, regia di Amasi Damiani (1966)
- È stato bello amarti, regia di Adimaro Sala (1968)
- L'età del malessere, regia di Giuliano Biagetti (1968)
- Morire gratis, regia di Sandro Franchina (1968)
- Omicidio per vocazione, regia di Vittorio Sindoni (1968)
- Un calcolatore, dei ragazzi, regia di Franco Brogi Taviani (1969)
- La pelle a scacchi (Il distacco), regia di Adimaro Sala (1969)
- Scacco alla mafia, regia di Warren Kiefer (1970)
- Si può fare molto con 7 donne, regia di Fabio Piccioni (1972)
- La llamada del vampiro, regia di José María Elorrieta (1972)
- Difficile morire, regia di Umberto Silva (1977)
- Modì, regia di Franco Brogi Taviani (1989)
- Mi manca Marcella, regia di Renata Amato (1992)
- Oltre la quarta dimensione, regia di Emiliano Di Meo (1996)
- Per caso, regia di Giuseppe Conti (1999)
- Gli Sconosciuti, regia di Franco Brogi Taviani (2013)